# Correo del Caroní
El Correo del Caroní es un diario de circulación regional del Estado Bolívar, Venezuela que se imprime en Ciudad Guayana en formato estándar. Tiene una sección especial dirigida a Ciudad Bolívar y cuenta con varias secciones de Opinión. Su principal competidor es Nueva Prensa de Guayana.

## Historia
Fue puesto en circulación por primera vez el 27 de junio de 1977 como periódico de publicación diaria de formato estándar, y actualmente es dirigido por David Natera Febres. Nació con misión inspirada en el Correo del Orinoco. Está afiliado al Bloque de Prensa Venezolano. 
El diario sufrió para el año 2014 un problema con el inventario de papel debido a que no se le eran entregado las divisas para poder hacer compra de la misma, teniendo que reducir su cantidad de páginas, el número de cuerpos de cuatro a uno, y fechas de entrega de manera indefinida, entre ello, no publicarse los fines de semana. Hasta la primera semana de septiembre de 2014 tenía diariamente una circulación de más de 14 mil ejemplares.
A partir del 13 de abril de 2015 se cambia el formato de estándar a Tabloide para ahorrar el papel. Hasta el 31 de julio deja de imprimirse como un diario, para a ser un semanario desde el 7 de agosto. La decisión tomada por la junta directiva del periódico contó con el apoyo de sus periodistas y, se toma como una medida que busca preservar los valores y principios del medio. Además del semanario, el Correo del Caroní impulsará su versión digital, desde la cual reportarán el día a día para sus lectores.

## Crítica
Es conocida por dar seguimiento frente a la opulencia de algunos funcionarios del gobierno, la CVG, las empresas básicas de Guayana, y los casos oportunismo corrupto empresarial.
En diversas ocasiones el Correo del Caroní afirma tener presiones gubernamentales contra el rotativo, empezando desde el año 2013. Como otros periódicos, la asfixia vino por el acceso al papel prensa una vez conformada la Corporación Alfredo Maneiro.